# 笠間裕治
笠間 裕治（かさま ゆうじ、1959年7月2日 - ）は、日本の元男子バレーボール選手（全日本代表）、バレーボール指導者。

## 来歴
福岡県柳川市出身。福岡県立伝習館高等学校から中央大学（経済学部）に進学。1982年に卒業後、日本鋼管（現・JFEエンジニアリング）に入社し、NKKナイツの選手として活躍した。
ユニバーシアード大会には、1981年大会・1983年大会に出場した。
1988年ソウルオリンピック出場（10位）。
母校・中央大学バレーボール部の監督も務めた。

## 受賞歴
- 1982年 - 第31回全日本都市対抗 若鷲賞（最優秀新人賞）
- 1983年 - 第16回日本リーグ 新人賞・ブロック賞・ベスト6
- 1988年 - 第21回日本リーグ 敢闘賞